# Lotte B. Prechner
Lotte B. Prechner (* 1. Juni 1877 in Ueckermünde als Lotte Bertha Stein; † 10. Oktober 1967 in Portici bei Neapel) war eine deutsche Malerin, Grafikerin und Bildhauerin des Expressionismus und der Neuen Sachlichkeit.

## Leben und Wirken
Lotte B. Prechner war die Tochter des Tabakfabrikanten Herrmann Stein und seiner jüdischen Ehefrau Cäcilia geb. Donig. Ihre Kindheit verbrachte sie zunächst auf dem elterlichen Gut in Mecklenburg, bevor sie in Berlin ihre Schulausbildung absolvierte. Ebendort begann sie im Anschluss ein Studium der Philosophie, das sie jedoch rasch zugunsten einer künstlerischen Laufbahn abbrach. Sie heiratete den Zahnarzt Hermann Prechner, Tochter Paula Inge wurde 1901 geboren.
Etwa ab 1901 besuchte sie Kurse an der Damenakademie des Münchner Künstlerinnenvereins sowie den Akademien Julian und Colarossi in Paris. Nach Aufenthalten in Florenz und Rom setzte sie ihre Ausbildung schließlich an den Kunstgewerbeschulen in Düsseldorf und Köln fort, wo sie Schülerin von Alexe Altenkirch war.
Während des Ersten Weltkriegs reiste Prechner 1915 mit einer Genehmigung des belgischen Gouverneurs nach Brüssel, um im Kriegsgebiet zu malen. Sie war eine der wenigen Frauen, die von der obersten Heeresleitung die Erlaubnis dazu erhalten hatte. Fortan dominierten sozialkritische Themen das Œuvre der Künstlerin, die sich insbesondere auf dem Gebiet der Holz- und Linolschnitte in den Jahren nach dem Ersten Weltkrieg einen Namen machte und rasch in Museen und Privatsammlungen im Rheinland vertreten war.
Seit ca. 1907 lebte Prechner mit ihrer Familie in Köln und stellte regelmäßig in den Räumen des Kunstvereins aus. Darüber hinaus wurde sie Mitglied im Reichsverband der bildenden Künstler Deutschlands, dem Pommerschen Künstlerbund, dem Verein der Künstlerinnen zu Berlin sowie dem Jungen Rheinland und später auch der Rheinischen Sezession. In deren Umkreis lernte sie zu Beginn der 1920er Jahre Otto Dix kennen, mit dem sie fortan eine Freundschaft verband. Prechner nahm zwischen 1921 und 1928  mehrfach an Ausstellungen des Jungen Rheinland teil und stellt in dieser Zeit auch in der Galerie von Johanna Ey in Düsseldorf aus. 1929 wurde sie Mitglied der Rheinischen Sezession und war noch im selben Jahr auf der Jubiläumsausstellung der Künstlervereinigung vertreten.
Während der 1920er Jahre unternahm sie zahlreiche Studienreisen nach Berlin, Prag, Budapest, Rom und Wien. Von 1926 bis 1927 lebte sie erneut für ein Jahr in Paris. Sie begann sich in dieser Zeit wieder stärker für Malerei und Bildhauerei zu interessieren – 1928 entstand mit dem Gemälde „Epoche“ eines ihrer Hauptwerke. Ein geplanter Umzug nach Berlin Anfang der 1930er Jahre fand jedoch nicht mehr statt.
1933 erteilten ihr die Nazis ein Arbeits- und Ausstellungsverbot. Ihr Aquarell Die Gebeugten wurde 1937 als entartet aus dem Wallraf-Richartz-Museum Köln entfernt, und in der zentralen Aktion „Entartete Kunst“ wurden dort 1937 nachweislich ihre Druckgrafiken Zigeunerkind, Torstraße, Ruhe auf der Flucht, Heimwärts, Auswanderer, Drohender Streit und Sturm beschlagnahmt und zerstört. Daraufhin emigrierte die Künstlerin mit ihrer Familie 1938 nach Brüssel, In Belgien erlag Hermann Prechner im April 1945 einem Krebsleiden. Lotte Prechner kehrte nach Ende des Zweiten Weltkriegs nicht wieder nach Deutschland zurück, sondern pendelte fortan zwischen Brüssel und Portici bei Neapel, wo sie mit ihrer Tochter und deren italienischem Mann lebte. Prechner blieb bis ins hohe Alter künstlerisch tätig.